# Jiamusi
Jiamusi, tidigare även känt som Kiamusze, är en stad på prefekturnivå i Heilongjiang-provinsen i Folkrepubliken Kina. Den ligger omkring 440 kilometer öster om provinshuvudstaden Harbin.

## Historia
Jiamusi ligger i vad som var en avlägsen och glest befolkad del av Manchuriet och orten var ursprungligen en kurirpoststation.  Ortens namn kan härledas till det manchuiska ordet för postmästare - giyamusi.
För att motverka en kolonisering från Ryska imperiet började Qingdynastins regering uppmuntra manchuer att bryta ny mark för jordbruk. Under slutet av 1800-talet tillät man även hankinesisk invandring och 1910 blev Jiamusi säte för häradsmyndigheterna under namnet Huachuan. Efter Xinhairevolutionen 1911 ökade den hankinesiska befolkningen markant och orten blev en viktig plats för gränshandeln med Ryssland.
Efter den japanska ockupationen av Manchuriet 1931 blev Jiamusi huvudstad i provinsen Sanjiang i den japanska marionettstaten Manchukuo. Efter kriget var staden huvudort i den kortvariga provinsen Hokiang.
Under Folkrepubliken Kina har staden behållit sin ställning som en viktig ort i gränshandeln med Ryssland.

## Administrativ indelning
Staden är indelad i fyra stadsdistrikt, fyra härad och två städer på häradsnivå:
- Stadsdistriktet Qianjin (前进区), 14 km², 160 000 invånare, stadscentrum och säte för stadsfullmäktige;
- Stadsdistriktet Xiangyang (向阳区), 24 km², 100 000 invånare;
- Stadsdistriktet Dongfeng (东风区), 53 km², 100 000 invånare;
- Stadsdistriktet Jiaoqu (郊区 = "Förort"), 792 km², 470 000 invånare;
- Häradet Huanan (桦南县), 4 416 km², 440 000 invånare;
- Häradet Huachuan (桦川县), 2 260 km², 220 000 invånare;
- Häradet Tangyuan (汤原县), 3 230 km², 270 000 invånare;
- Häradet Fuyuan (抚远县), 6 260 km², 110 000 invånare;
- Staden Tongjiang (同江市), 6 252 km², 170 000 invånare;
- Staden Fujin (富锦市), 8 227 km², 450 000 invånare.

## Klimat
Genomsnittlig årsnederbörd är 841 millimeter. Den regnigaste månaden är juli, med i genomsnitt 185 mm nederbörd, och den torraste är januari, med 7 mm nederbörd.